# Anoploderma breueri
Anoploderma breueri is een keversoort uit de familie Vesperidae. De wetenschappelijke naam van de soort werd voor het eerst geldig gepubliceerd in 1912 door Lameere.